# Miami Open 2025
Miami Open 2025 a fost un turneu profesionist de tenis care s-a desfășurat pe terenuri cu suprafața dură, în aer liber, în perioada 18–30 martie 2025 la Hard Rock Stadium în Miami Gardens, Florida. A fost cea de-a 40-a ediție a evenimentului masculin și feminin și a fost clasificat ca eveniment ATP 1000 pe Circuitul ATP 2025 și eveniment WTA 1000 pe Circuitul WTA 2025.
Jannik Sinner și Danielle Collins au fost campionii în exercițiu pe tablourile de simplu masculin și simplu feminin. Sinner nu și-a putut apăra titlul, deoarece executa o suspendare în urma a două teste antidoping pozitive la Indian Wells Masters 2024, iar Collins a pierdut în runda a patra în fața Arinei Sabalenka.
Jakub Menšík, 19 ani, a câștigat primul său titlu din carieră în circuitul ATP. El a devenit al doilea cel mai tânăr câștigător al turneului din Florida și primul care a câștigat trofeul la prima sa apariție. Arina Sabalenka a câștigat al 19-lea titlu WTA și al 8-lea titlu WTA 1000 și și-a consolidat avansul în fruntea clasamentului. 
Proba masculină de dublu a fost dominată de perechea numărul unu a lumii, Marcelo Arévalo din El Salvador și croatul Mate Pavić. Cei doi au câștigat al șaselea trofeu la dublu. După ce au triumfat la precedentul Indian Wells Masters 2025, ei au devenit a șasea pereche care completează Sunshine Double. Dublul feminin a fost dominat de Mirra Andreeva și Diana Shnaider. Acestea au câștigat al doilea lor titlu individual la dublu în circuitul WTA, precum și al doilea triumf al perechii.

## Campioni

### Simplu masculin
Pentru mai multe informații consultați Miami Open 2025 – Simplu masculin

### Simplu feminin
Pentru mai multe informații consultați Miami Open 2025 – Simplu feminin

### Dublu masculin
Pentru mai multe informații consultați Miami Open 2025 – Dublu masculin

### Dublu feminin
Pentru mai multe informații consultați Miami Open 2025 – Dublu feminin

## Puncte și premii în bani

### Distribuția punctelor
| Probă           | Câștigător | Finalist | Semifinalist | Sfertfinalist | Runda 4 | Runda 3 | Runda 2 | Runda 1 | Q   | Q2  | Q1  |
| Simplu masculin | 1000       | 650      | 400          | 200           | 100     | 50      | 30*     | 10      | 20  | 10  | 0   |
| Dublu masculin  | 1000       | 600      | 360          | 180           | 90      | 0       | N/A     | N/A     | N/A | N/A | N/A |
| Simplu feminin  | 1000       | 650      | 390          | 215           | 120     | 65      | 35*     | 10      | 30  | 20  | 2   |
| Dublu feminin   | 1000       | 650      | 390          | 215           | 120     | 10      | N/A     | N/A     | N/A | N/A | N/A |

### Premii în bani
| Probă           | Câștigător  | Finalist  | Semifinalist | Sfertfinalist | Runda 4   | Runda 3  | Runda 2  | Runda 1  | Q2       | Q1      |
| Simplu masculin | 1.124.380 $ | 597.890 $ | 332.160 $    | 189.075 $     | 103.225 $ | 60.440 $ | 35.260 $ | 23.760 $ | 13.795 $ | 7.155 $ |
| Simplu feminin  | 1.124.380 $ | 597.890 $ | 332.160 $    | 189.075 $     | 103.225 $ | 60.440 $ | 35.260 $ | 23.760 $ | 13.795 $ | 7.155 $ |
| Dublu masculin* | 457.150 $   | 242.020 $ | 129.970 $    | 65.000 $      | 34.850 $  | 19.050 $ | N/A      | N/A      | N/A      | N/A     |
| Dublu feminin*  | 457.150 $   | 242.020 $ | 129.970 $    | 65.000 $      | 34.850 $  | 19.050 $ | N/A      | N/A      | N/A      | N/A     |

*per echipă